# Bernard De Winter
Bernard De Winter   (31 de juliol de 1924 - Pretòria, 8 de maig de 2017) va ser un botànic i explorador sud-africà; director del Botanical Research Institute de Pretòria. Va realitzar extenses expedicions botàniques a Namíbia.

## Algunes publicacions
- 1987. Nasionale Boomlys / National List of Trees. Amb Johannes Vahrmeijer, Friedrich Von Breitenbach. 3ª ed. de Van Schaik Uitgewers, 269 pàg. ISBN 0627015344, ISBN 9780627015342

- 1973. Know Your Trees: A Selection of Indigenous South African Trees. Amb Mayda De Winter, Donald Joseph Boomer Killick. Ed. Reader's Digest Association Limited, 32 pàg.

- 1966. Sixty-six Transvaal Trees. National tree list for South Africa. Amb Mayda De Winter, Donald J. B. Killick. Ed. Botanical Research Institutes, Dept of Agricultural Technical Services, 175 pàg.

- 1965. The South African Stipae and Aristideae (Graminae), an Anatomical, Cytological and Taxonomic Study. 404 pàg.

- 1964. Plant Taxonomy Today. Ed. Botanical Res. Institute, 23 pàg.

## Honors

### Epònims
Gènere
- (família Pedaliaceae) Dewinteria van Jaarsv. & A.I.van Wyk 2007[2]

Espècies
- (Aloaceae) Aloe dewinteri Giess exH.Borman & Hardy.[3]

- (Caryophyllaceae) Silene dewinteri Bocquet[4]

- (Crassulaceae) Crassula dewinteri Friedrich[5]

- (Ebenaceae) Euclea dewinteri Retief[6]

- (Poaceae) Aristida dewinteri Giess[7]

- (Poaceae) Panicum dewinteri J.G.Anderson[8]

- (Poaceae) Sartidia dewinteri Munday & Fish[9]

- (Simaroubaceae) Kirkia dewinteri Merxm. & Heine[10]